# Loboc
Loboc è una municipalità di quinta classe delle Filippine, situata nella Provincia di Bohol, nella Regione del Visayas Centrale.
Loboc è formata da 28 baranggay:
- Agape
- Alegria
- Bagumbayan
- Bahian
- Bonbon Lower
- Bonbon Upper
- Buenavista
- Bugho
- Cabadiangan
- Calunasan Norte
- Calunasan Sur
- Camayaan
- Cambance
- Candabong

- Candasag
- Canlasid
- Gon-ob
- Gotozon
- Jimilian
- Oy
- Poblacion Ondol
- Poblacion Sawang
- Quinoguitan
- Taytay
- Tigbao
- Ugpong
- Valladolid
- Villaflor